# Калязинский краеведческий музей
Калязинский краеведческий музей им. И.Ф. Никольского – краеведческий музей, посвященный истории города Калязин в Тверской области, а также церковной истории и жизни помещиков и купцов Калязинского уезда.
Является филиалом Тверского государственного объединенного музея.

## История
Открытие музея в г. Калязине состоялось осенью 1920 года. Первые экспозиции были открыты на территории Троицкого Калязина Первоклассного мужского монастыря. Основателем музея и его бессменным руководителем на протяжении 52-х лет был Иван Фёдорович Никольский (1898—1979).

## Экспозиция
Основная коллекция музея в 1920 году — «памятники старины», хранившиеся в монастыре, коллекции икон, одежда церковнослужителей, библиотека, церковная утварь. В 1923 г., на инвентарном учете в музее числилось 340 экспонатов церковного отдела, 200 экспонатов художественного отдела, 425 рукописей и 50 предметов доисторической археологии. Богоявленская церковь — в 1935-м году монастырь попал в зону затопления и был разобран к 1940-му году.  Музей перенесли в Богоявленскую церковь (1781 г.) на Зареченскую часть города (Свистуха).
В 1950-е гг., — коллекция музея насчитывала 8300 экспонатов.
В 1960 г., — музей посетили первые туристы, с круизного теплохода «Железнодорожник».
В 1977 г., — музей вошёл в состав Калининского объединения музеев области (ныне Тверской государственный объединенный музей). 
В 1992 г., — открытие действующей экспозиции.
В музее представлены отделы:
- Археологический;
- Монастырский;

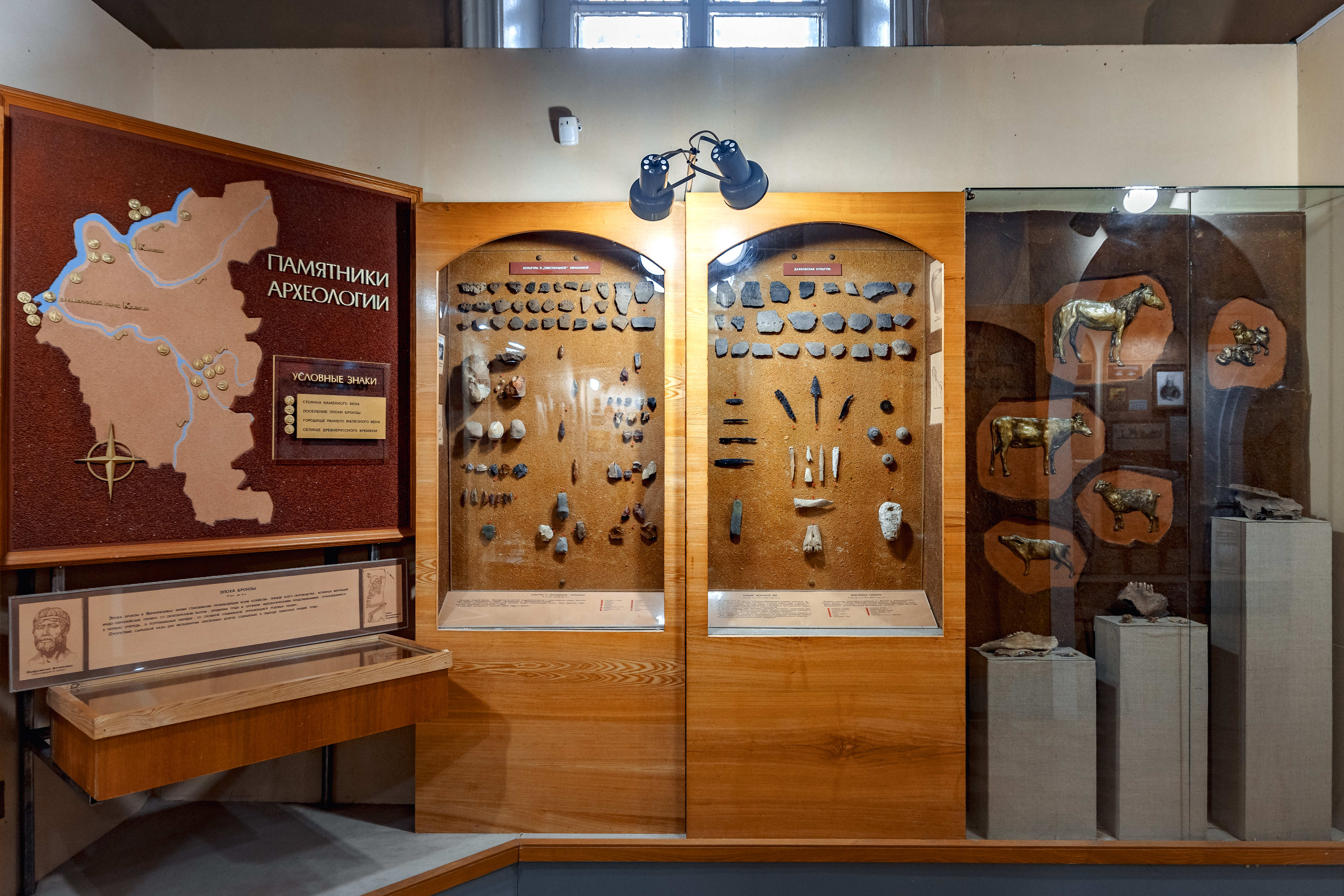
Археологический отдел Калязинского краеведческого музея

- Истории города и уезда XVIII-XX вв.;
- Истории церкви Богоявления;
- помещики и купцы Калязинского уезда;
- советский период;
- Великой Отечественной войны 1941-1945 гг.;    
Коллекция музея к 2020 году составляет 21455 экспонатов.

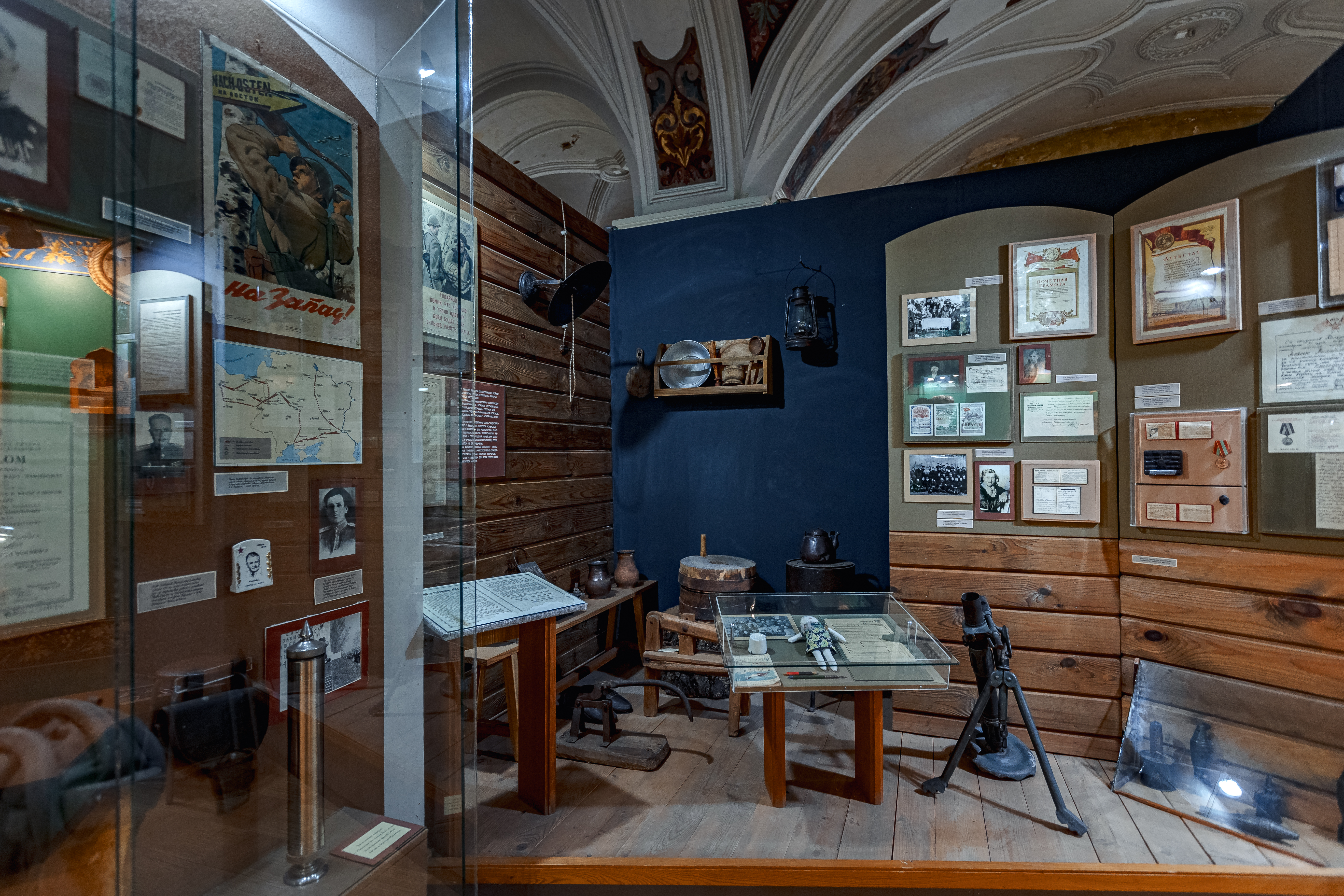
Экспозиция Калязинского музея

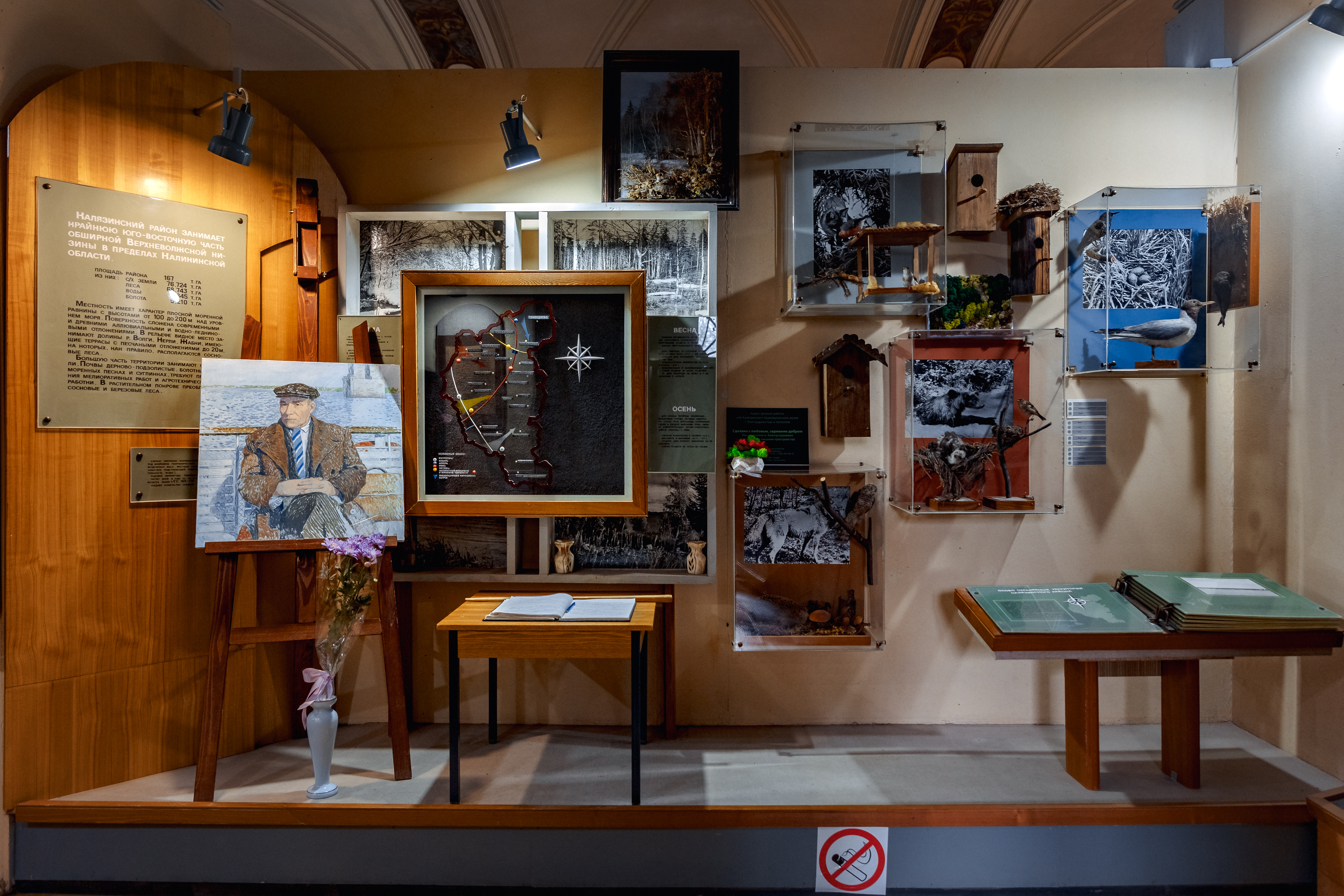
Фрагмент экспозиции Калязинского краеведческого музея

Музей открыт для самого широкого круга посетителей, здесь созданы уникальные возможности для диалога между различными культурными группами, профессиональными сообществами, что помогает изучать российскую историю на примере отдельно взятой территории.